# Canneseries
El Festival Internacional de Series de Cannes, comúnmente abreviado Canneseries, es un certamen que se celebra anualmente en Cannes, Francia. Su objetivo es mostrar y promover series de televisión de todo el mundo. Suele realizarse en paralelo a MIPTV Media Market, es la feria mundial de coproducción, compra, venta, financiación y distribución de contenido de televisión y plataformas. 

## Historia
En 2014, David Lisnard, alcalde de Cannes apoyó la idea de celebrar un festival internacional de televisión en la localidad. 
Y en 2017, se nombró presidenta del festival a Fleur Pellerin, ex ministra francesa de Cultura, y como director general, a Benoît Louvet, ex director general adjunto encargado de las adquisiciones de programación del grupo TF1.  En junio de ese año se anunció que la primera edición se celebraría en abril de 2018.  

## Ediciones
| N.º | Año  | Fecha                   | Ref.   |
| --- | ---- | ----------------------- | ------ |
| 1er | 2018 | 4 a 11 de abril         | [ 5 ]  |
| 2do | 2019 | 5 a 10 de abril         | [ 6 ]  |
| 3er | 2020 | 9-14 de octubre         | [ 7 ]  |
| 4to | 2021 | 8-13 de octubre         | [ 8 ]  |
| 5to | 2022 | 1 a 6 de abril          | [ 9 ]  |
| 6to | 2023 | 14-19 de abril          | [ 10 ] |
| 7mo | 2024 | 5 a 10 de abril de 2024 | [ 11 ] |

A partir de 2023, el festival consta de cuatro secciones: 
- Competición
- Concurso de formato corto
- Concurso de Serie Documental
- Fuera de competición

## Premios
Desde 2022, se establecieron estas categorías: 
- Mejor Serie
- Gran Premio
- Mejor Guion
- Premio especial a la mejor interpretación de reparto
- Mejor Interpretación
- Mejor Música
- Mejor Serie Corta
- Premio Revelación
- Premio de Educación Secundaria a la mejor serie
- Premio Estudiantil a la Mejor Serie Corta

En 2004, la española Aina Clotet ganó el Premio Mejor Interpretación, por Esto no es Suecia, serie que inauguró la sección oficial del certamen francès, donde se proyectaron los dos primeros capítulos. 

### Premios especiales

#### Icon Award
El galardón, concedido por la revista estadounidense Variety hasta 2022 y, desde 2023, por Canal+, premia al intérprete más destacado según los críticos y el público. 
- 2018: Michelle Dockery[17]
- 2019: Diana Rigg[18]
- 2020: Judith Light[19]
- 2021: Connie Britton[20]
- 2022: Gillian Anderson[21]
- 2023: Sarah Michelle Gellar[22]
- 2024: Kyle MacLachlan[23]

#### Madame FigaroRising Star Award
El premio, otorgado por la revista francesa Madame Figaro, reconoce a una joven intérprete por su prometedora carrera.
- 2020: Daisy Edgar-Jones[24]
- 2021: Phoebe Dynevor[25]
- 2022: Sydney Sweeney[26]
- 2023: Morfydd Clark[27]
- 2024: Ella Purnell[28]

#### KonbiniPrix de l'Engagement
El galardón, asignado por la web cultural francesa Konbini, distingue a un profesional o una serie que ha destacado por su calidad artística y dimensión social, por resultar innovadora o revolucionaria en su oficio.
- 2021: Laurie Nunn[29]
- 2022: Skam France [30]
- 2023: Joey Soloway[31]
- 2024: Michaela Jaé Rodriguez[32]